# Prökelmoor

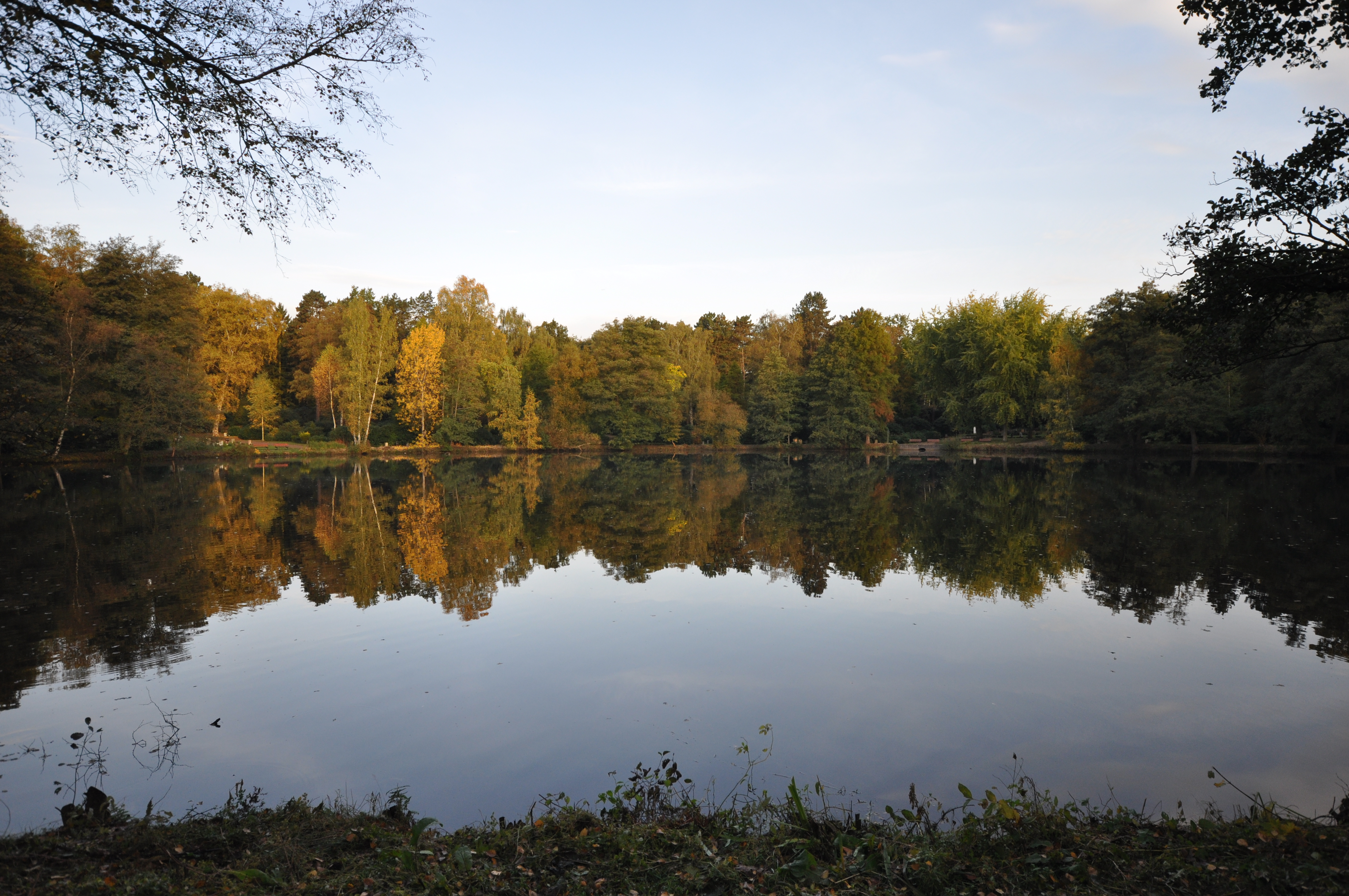
Prökelmoorteich auf dem Friedhof Ohlsdorf

Das Prökelmoor war bis in die 1920er Jahre ein Moortümpel im morastigen Grenzgebiet zwischen den ehemaligen Dörfern und heutigen Hamburger Stadtteilen Klein Borstel, Wellingsbüttel und Bramfeld. Richtung Süden floss ein Bachlauf ab, der den Bramfelder See speiste. Der Name, abgeleitet vom niederdeutschen prökeln für „stechen“, deutet auf den ehemaligen Torfabbau in dieser Gegend hin. 1928 wurde das Gelände als letzter Teil der Erweiterungen von Otto Linne in den Ohlsdorfer Friedhof einbezogen und ein runder See von etwa 120 Metern Durchmesser geschaffen. Um den Prökelmoorteich (auf Karten oft auch Pröckelmoorteich) herum legte man kreisförmig ansteigende Terrassen für Urnengrabstätten an. Der Teich befindet sich im Norden des Friedhofs, östlich des Eingangs Kornweg.
Der ehemalige Abfluss wurde durch einen 15 Meter breiten Kanal, den Inselkanal, und ein System von rechteckigen Teichen und Seen ersetzt, die weiterhin in den Bramfelder See münden und zum Moorkampgraben gehören. Die Gewässer dienen den angrenzenden Wohngebieten als Vorfluter für anfallendes Oberflächenwasser und gelten nach dem Hamburgischen Wassergesetz (HWaG) wasserrechtlich  als öffentliche Gewässer II. Ordnung. Das Prökelmoor ist, wie der gesamte Friedhof, eine ökologische Nische im Stadtraum, im Besonderen bietet er Haubentauchern und Eisvögeln einen Brutplatz.